# Salem (đô thị)
Đô thị Salem (tiếng Thụy Điển: Salem kommun) là một đô thị ở hạt Stockholm của Thụy Điển. Thủ phủ là thị xã Salem. Dân số thời điểm 31 tháng 12 năm 2000 là 13766 người.